# Wu Meng
Wu Meng (吳夢T, 吴梦S, Wú MèngP; Jilin, 2 ottobre 2002) è una sciatrice freestyle cinese.

## Biografia
Nata nella provincia di Jilin, ha esordito in Coppa del Mondo ad ancora 14 anni, il 1º settembre 2017 a Cardrona, in Nuova Zelanda.
Nel febbraio dell'anno successivo ha partecipato ai Giochi olimpici di Pyeongchang 2018, nell'halfpipe, non riuscendo a qualificarsi per la finale a 12, terminando 20ª con 61.00 come miglior punteggio. Con i suoi 15 anni è stata la più giovane atleta partecipante alle Olimpiadi sudcoreane.
Nel settembre dello stesso anno ha preso parte ai Mondiali juniores di Cardrona, arrivando 8ª nell'halfpipe.